# 長屋神社
長屋神社（ながやじんじゃ）は、岐阜県本巣市にある神社。
毎年8月1日・2日例祭は、「馬かけ祭り」として知られている。

## 概略
永正年間に創建された神社である。1532年（天文元年）、相羽城城主長屋景興により現在地に移転し、城の守護神とするが、相羽城が1545年（天文14年）に斎藤道三に攻められて落城すると、1547年（天文16年）より地元の村民の手で管理される。
1688年（元禄元年）に社殿は焼失する。現在の社殿は1691年（元禄4年）の再建である。
1868年（慶応4年）、長屋牛頭天王に改称するが、1869年（明治4年）に長屋神社の名に戻されている。

## 祭神
- 建速須佐之男命
- 櫛名田比売　など

## 馬かけ祭り
毎年8月1・2日に行われる長屋神社の例祭である。神社創建時の頃から行われるという。岐阜県の重要無形民俗文化財に指定されている。
稚児の舞、山車が曳かれる。祭りの最後には、羽織袴を重ね着した乗り子が馬に乗り、花傘や扇子を開いて境内を回駆け回る、馬引き神事が行われる。重ね着した羽織は徐々に脱いでいき、花吹雪を撒き散らす。

## 文化財
- 県指定重要文化財：長屋神社本殿 附棟札 古文書[1]
- 県指定重要無形民俗文化財：長屋神社の祭礼行事[2]

## 所在地
- 岐阜県本巣市長屋

## 交通機関
- 樽見鉄道糸貫駅より徒歩約30分。
- 樽見鉄道本巣駅より徒歩約30分。